# Oyako Ike
Oyako Ike (japanisch 親子池 ‚Eltern-und-Kindseen‘) sind zwei kleine Seen an der Prinz-Harald-Küste des ostantarktischen Königin-Maud-Lands. Sie liegen am Südwestufer des westlichen Kopfendes der Bucht Osen am nördlichen Ende der Skarvsnes.
Japanische Kartographen kartierten sie anhand von Vermessungen und Luftaufnahmen aus den Jahren von 1962 bis 1973. Sie benannten sie 1975.